# Spaanse wegslak
De Spaanse wegslak (Arion vulgaris) is een 8–12 cm grote landnaaktslakkensoort uit de familie Arionidae.

## Beschrijving
Arion vulgaris heeft een zeer variabele kleur maar is meestal bruinachtig, roodachtig of oranjegeel. De soort is alleen van de algemeen voorkomende rode wegslak (Arion rufus) te onderscheiden op grond van anatomische kenmerken.

## Levenswijze
De dieren eten meestal in het donker, waarbij het voedsel bestaat uit sappige planten. De dieren eten ook aas en kannibalisme treedt vaak op.

## Voortplanting

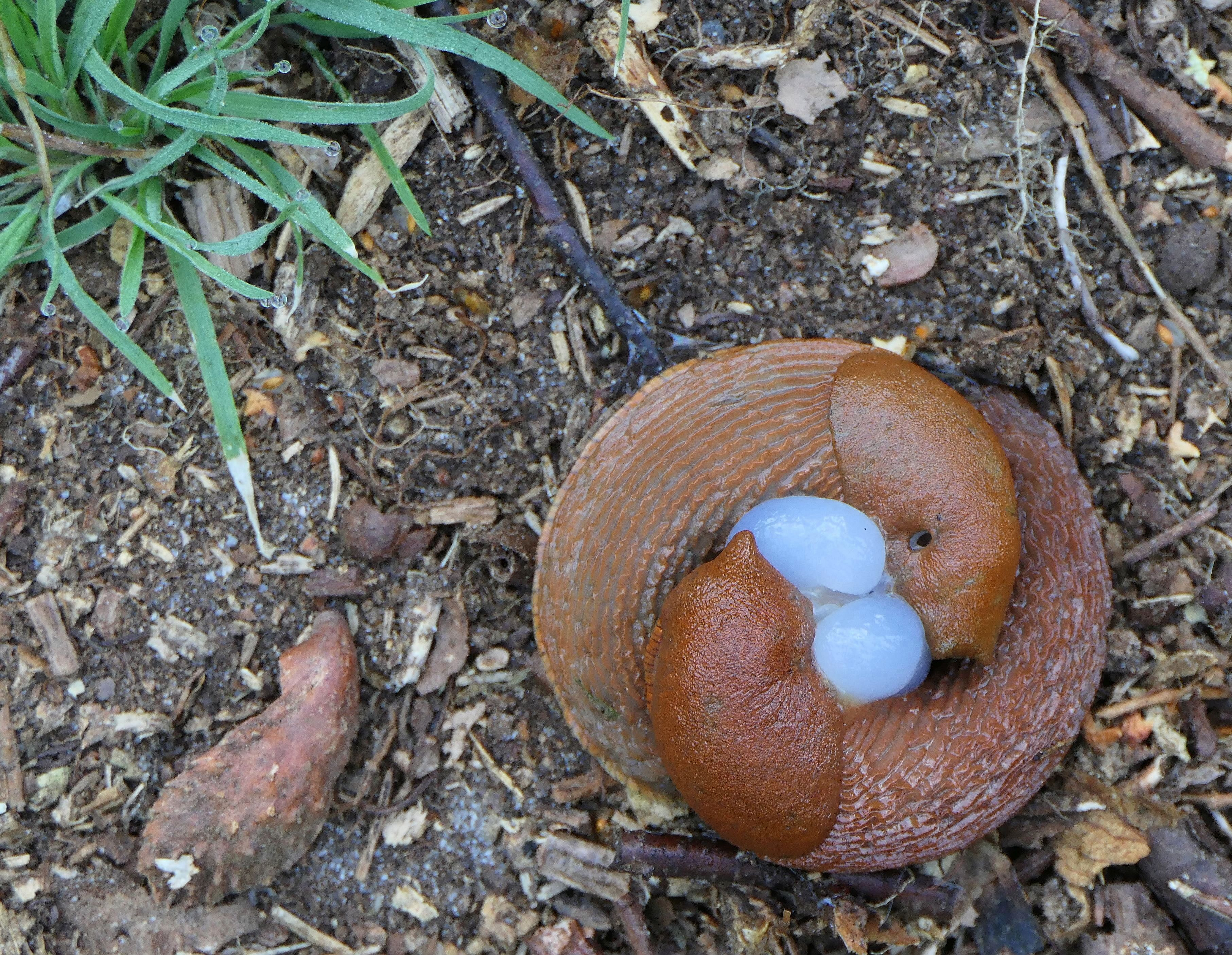
Copulatie van Arion vulgaris

Arionidae zijn hermafrodiet (tweeslachtig) en kunnen dus elkaar bevruchten. Als twee slakken paringsbereid zijn ontstaat een paringsritueel dat meerdere uren kan duren. Na uitwisseling van het sperma zetten de dieren enige dagen tot weken later in een vochtige omgeving elk 200 tot 400 eitjes af, verspreid over meerdere eipakketjes. In de late herfst of in februari/maart komen uit de eitjes ongeveer 10 mm lange slakjes. Onder gunstige omstandigheden kunnen er twee generaties per jaar ontstaan.
Bij vochtig weer kan Arion vulgarus zich zeer snel vermeerderen. Zo werden in de zomer van 2007 in Groot-Brittannië tot 1.000 exemplaren per m² geteld.
Tussen Arion vulgaris en Arion ater zijn kruisingen opgetreden, waardoor er dieren zijn ontstaan die in de meer noordelijke gebieden blijkbaar beter winterhard zijn.

## Verspreiding
Er wordt vermoed dat de soort oorspronkelijk voorkwam op het Iberisch Schiereiland en in het westen van Frankrijk en zich van daaruit tijdens de laatste decennia van de twintigste eeuw verder door Midden-Europa heeft verspreid. In Duitsland bij Bazel werd de soort voor het eerst beschreven in 1969 en vermoedelijk meegekomen met geïmporteerde groente uit het Iberisch schiereiland. In Duitsland kwamen in 2007 lokaal tot 12 exemplaren per m² cultuurgrond voor.
In Oostenrijk werd de soort voor het eerst in 1972 beschreven. In Zwitserland werden de eerste slakken in 1960, in Italië in 1965, in Zuid-Zweden in 1975, in het zuiden van Noorwegen in 1988, in het zuiden van Finland in 1990, in 1991 in Denemarken en in 1996 in Polen waargenomen. In 1989 werd de slak voor het eerst in Nederland gemeld en anno 2013 was de soort er al algemeen en wijdverspreid, uitgezonderd de Waddeneilanden en delen van de Flevopolders.
In 2014 vond een onderzoeksteam echter geen aanwijzingen voor de aanname dat de slak van oorsprong uit Zuid-Europa komt. Volgens hun bevinden is de soort hoogstwaarschijnlijk inheems in Centraal-Europa.